# Družkivka
Družkivka (ukrajinsky Дружківка, rusky Дружковка) je město (do července 2020 město oblastního významu) v Doněcké oblasti na Ukrajině. Náleží do kramatorské aglomerace. Rozkládá se blízko soutoku řek Křivý Torec a Kazenný Torec. Od Doněcku je vzdálená vzdušnou čárou 66 kilometrů, po silnicích 75 km, po železnici 72 km.
Podnebí v okolí Družkivky je charakterizované horkými léty, mírně chladnými zimami, nízkými srážkami, proměnlivými směry větrného proudění a pozvolným přechodem mezi ročními dobami.
Mluví se zde převážně rusky.

## Historie
Sídlo vzniklo v 18. století, první zmínka o něm je z roku 1781.
V roce 1870 při budování železnice Kursk-Charkov-Azov byla šest kilometrů severně od osady (svobody) Paršakovka vybudována železniční stanice Družkovka, při níž se vytvořila dělnická osada a s níž Paršakovka časem splynula.
Na počátku 20. století se ves Družkovka nacházela v bachmutském újezdu (okrese) jekatěrinoslavské gubernie a byly v ní tyto podniky: litinové a ocelové hutě (postavené Francouzi, hlavní výrobek: kolejnice), ocelové hutě s technickým závodem (postavený Belgičany, produkoval díly pro železnici), cukrovar. V místě v té době žilo kolem šesti tisíc lidí. Do roku 1913 se počet obyvatel zvýšil na 13,5 tisíce, v místě se usadilo mnoho rolníků z orelské a kurské gubernie. Ves měla dvě nemocnice, dva kostely a čtyři základní školy. Během prvních sovětských pětiletek byl v místě vybudován závod na výrobu drobného kovového zboží, elektrárna a stávající kovozávody byly vybaveny novými provozy.
27. října 1938 dostala obec Družkovka statut města. Do roku 1939 v něm žilo 32 tisíc lidí, bytový fond se od roku 1913 ztrojnásobil. Ve městě byly následujícího roku nemocnice, čtyři lékařská střediska, osm všeobecně vzdělávacích škol, dělnická přípravka, večerní oddělení strojírenské technické školy, kino, dva kluby a sportovní stadion.
Během druhé světové války byla Družkivka 26. října 1941 obsazena německými vojsky, osvobozena byla definitivně 6. září 1943 jednotkami 279. střelecké divize pod velením plukovníka Čerjakova.
V poválečných desetiletích byly ve městě postaveny závod na výrobu stavebních materiálů, závod na výrobu plynu, porcelánka, úpravna rud a postaven silniční most přes řeku Křivý Torec. V roce 1981 byl na Leninově ulici vztyčen pamětní znak na oslavu dvousetletého výročí první zmínky o městě. Dne 12. září 2008, v předvečer Dne města, byl u budovy městské rady odhalen památník kozáků.
Dne 12. dubna 2014 za proruských protestů na Ukrajině obsadili ozbrojení proruští demonstranti místní radnici a policejní stanici, na rozdíl od okolních měst se však Družkivce větší ozbrojené střety vyhnuly. Město bylo ovládnuto ukrajinskou armádou 7. července téhož roku. Od podzimu 2014 je v Družkivce umístěna útočná výsadková brigáda ukrajinské armády.

## Doprava
Železniční stanice Družkivka obsluhovaná místními i dálkovými vlaky se spojením do Ukrajiny i Ruska.
Autobusová stanice nahradila v roce 2007 staré autobusové nádraží, které bylo zdemolováno.
Automobilová doprava může využít dálkovou silnici státního významu N20, která spojuje Slovjansk a Mariupol a prochází Družkivkou.
Tramvajová doprava: funguje ve městě od roku 1945, celkem síť o délce 26,5 kilometru. V současné době provozovány tři linky (z původních šesti), na nich zastaralé vozy KTM-5, částečně nově nahrazené několika ojetými vozy Tatra T3.